# Merkelbeek
Merkelbeek (Limburgs: Merkelbaek) is een dorpskern in oostelijk Zuid-Limburg (Nederland), en maakt deel uit van de gemeente Beekdaelen. Merkelbeek ligt net ten noordwesten van Brunssum, waarop het dorp uitkijkt. Tot 1982 was Merkelbeek een zelfstandige gemeente. Van 1982 tot 2018 maakte Merkelbeek deel uit van de gemeente Onderbanken, die op 1 januari 2019 opging in Beekdaelen.
Het huidige Merkelbeek wordt gevormd door de dorpskernen Bovenste Merkelbeek en Douvergenhout (dat weer samengesteld is uit de buurtschappen Douve, Haag en Hout). Het oorspronkelijke Merkelbeek ligt deels op het grondgebied van de gemeente Brunssum, waar het onder de benaming Onderste Merkelbeek of Oud Merkelbeek bekendstaat. Merkelbeek heeft haar naam gegeven aan een beek die door het oude dorp stroomde: de Merkelbekerbeek. Deze beek is gedeeltelijk overkluisd waardoor deze niet meer over haar gehele traject herkenbaar is.

## Heerlijkheid Oirsbeek
In 1609 werd de schepenbank van Oirsbeek, bestaande uit Oirsbeek, Amstenrade, Bingelrade en Merkelbeek door de Spaanse regering verkocht aan Arnold III Huyn van Geleen. Vanaf 1557 waren deze reeds verheven tot heerlijkheid en werden deze verpand. In 1664 ging deze heerlijkheid op in het graafschap Geleen.
In 1796, aan het einde van het ancien régime, werd Merkelbeek een zelfstandige gemeente, die bij een gemeentelijke herindeling per 1 januari 1982 opging in de gemeente Onderbanken.

## Bezienswaardigheden
- In 1234 werd Merkelbeek voor het eerst vermeld als een zelfstandige parochie. De oude parochiekerk van Merkelbeek, die voor 1876 dienstdeed, bevindt zich in Onderste Merkelbeek, dat tegenwoordig tot de gemeente Brunssum behoort.

- De Sint-Clemenskerk van Merkelbeek werd gebouwd in 1876 en is ontworpen door architect Johannes Kaiser (1842-1917) uit Venlo en gebouwd in neogotische stijl. De kerk werd in 1879 in gebruik genomen. In 1935 volgde een uitbreiding.

- Enkele boerderijen aan de Haagstraat in de buurtschap Douvergenhout.

Zie ook
- Lijst van rijksmonumenten in Merkelbeek

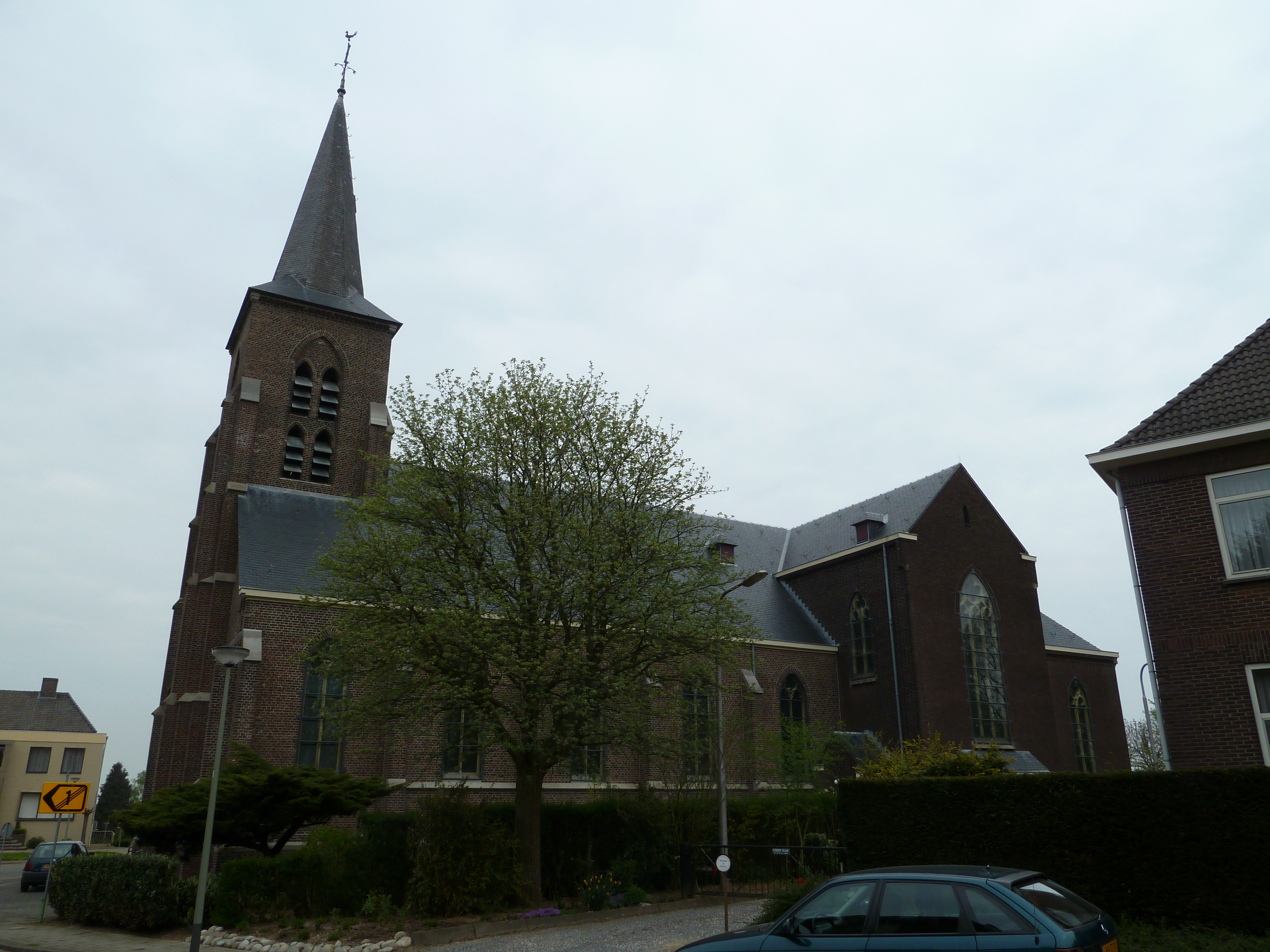
Sint-Clemenskerk
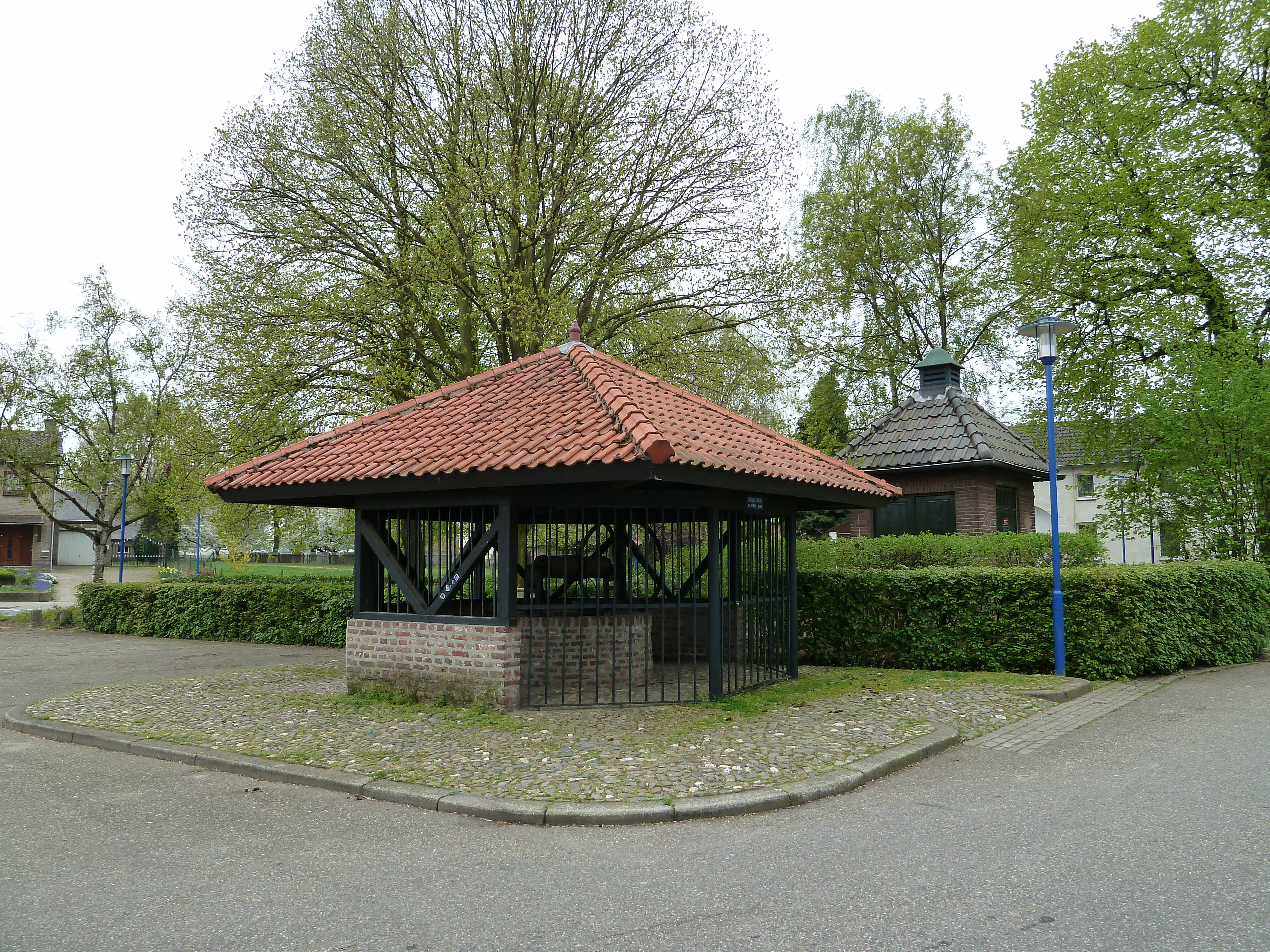
Waterput op het plein Douve
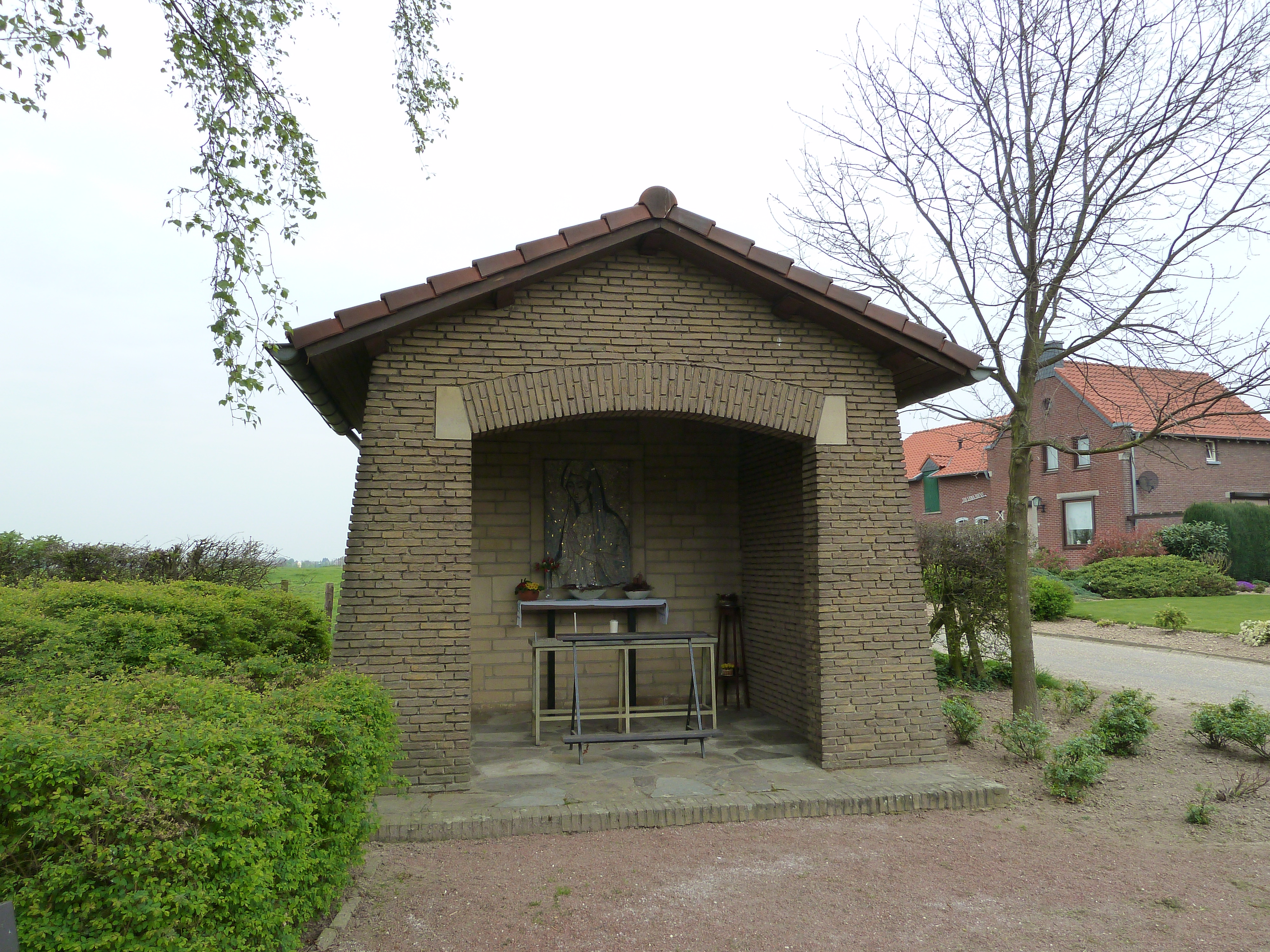
Mariakapel Haagstraat
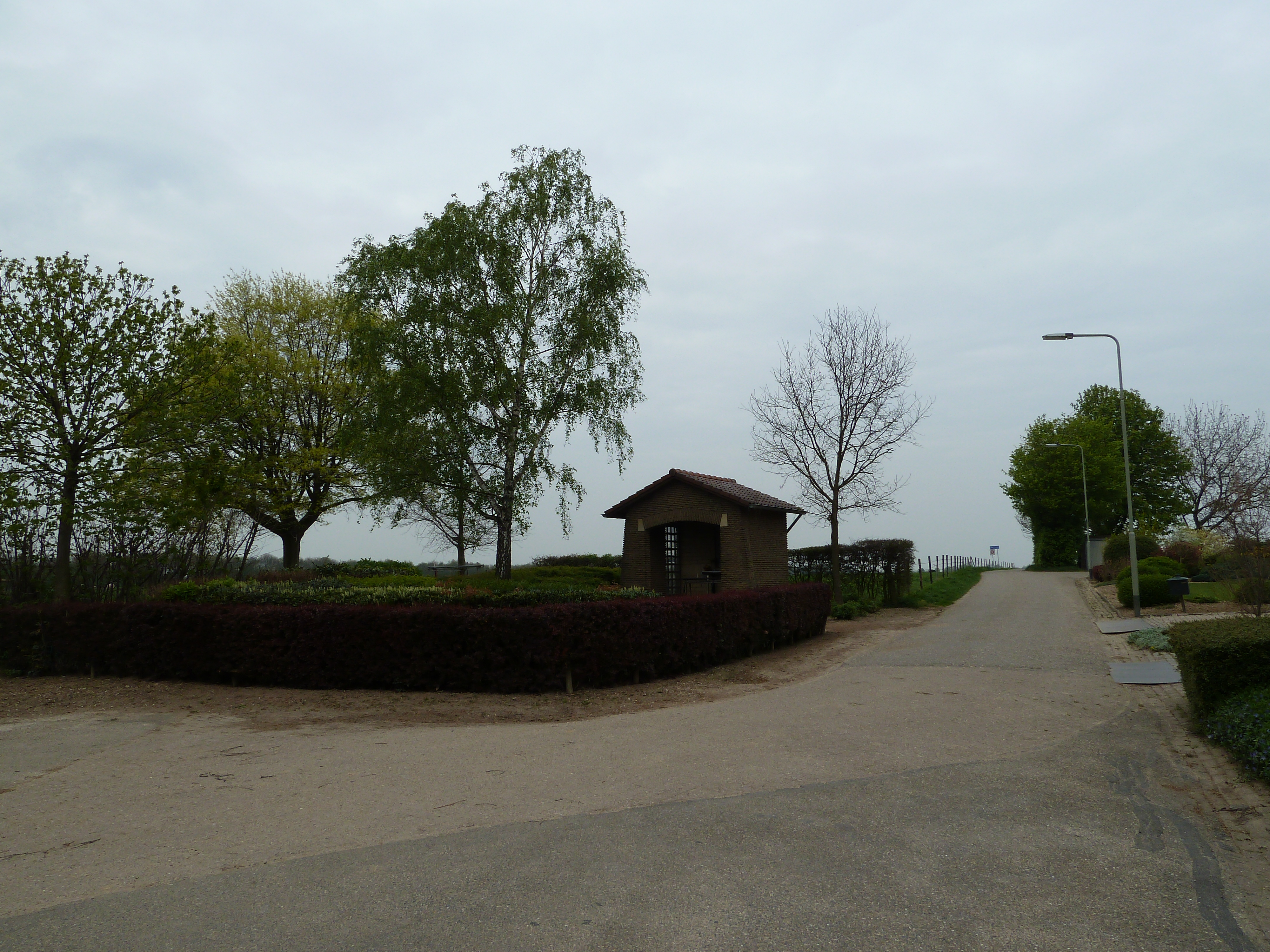
Zicht op de Haagstraat en de kapel

## Natuur en landschap
Merkelbeek ligt op het Plateau van Doenrade, op een hoogte van ongeveer 110 meter. Naar het oosten toe daalt het land in de richting van het dal van de Merkelbekerbeek die de grens met Brunssum vormt.

## Nabijgelegen kernen
Brunssum, Bingelrade, Amstenrade, Oirsbeek, Doenrade